# John DeMain
John DeMain es un director de orquesta estadounidense que se desempeña como director musical de la Orquesta Sinfónica de Madison en Wisconsin, además de ser director artístico de la Ópera de Madison.

## Trayectoria profesional
DeMain comenzó su carrera como pianista y director de orquesta en su natal, Youngstown. Estudió una licenciatura en música en The Juilliard School e hizo un debut con la Orquesta Sinfónica de Pittsburgh. Fue el segundo ganador del Premio Julius Rudel en la Ópera de la Ciudad de Nueva York y uno de los primeros directores en recibir la Beca para Directores de Exxon/National Endowment for the Arts por su trabajo con la Orquesta de Cámara de St. Paul.
Fue director musical y director principal de la Gran Ópera de Houston durante dieciocho años entre las décadas de 1970 y 1980, ganando reputación por dirigir novedosos proyectos operísticos. Entre los estrenos mundiales que dirigió destacan Willie Stark (1981) de Carlisle Floyd, A Quiet Place (1983) de Leonard Bernstein, Nixon in China (1987) de John Adams y New Year, del compositor británico Michael Tippett (1989). DeMain también dirigió el estreno en Estados Unidos de Akhnaten, de Philip Glass, en 1984. Uno de sus primeros logros con el coro y la orquesta de la compañía de Houston fue la segunda grabación completa de Porgy and Bess de George Gershwin, realizada para RCA en 1976 en sus estudios de Nueva York y con la que consiguió el Premio Grammy a la mejor grabación de Ópera.
Además de su trabajo en Madison, ha sido director invitado habitual de la Ópera Nacional de Washington en el Kennedy Center y ha realizado apariciones en el Gran Teatro del Liceo de Barcelona, New York City Opera, Michigan Opera Theatre, la Ópera de Los Ángeles, la Ópera de Seattle, la Ópera de San Francisco, la Ópera lírica de Chicago, el Festival de Música de Aspen, la Ópera de Portland y la Ópera Nacional de México.
En enero de 2023, DeMain recibió un premio Lifetime Achievement Award de la National Opera Association.